# Сейнт, Эва Мари
Эва Мари Сейнт (англ. Eva Marie Saint; род. 4 июля 1924[…], Ньюарк, Нью-Джерси) — американская актриса. Лауреат премии «Оскар» (1955) за лучшую женскую роль второго плана — четвёртая актриса в истории мирового кинематографа, награждённая за дебютную роль второго плана, а также самый пожилой ныне живущий обладатель премии (с 26 июля 2020 года).

## Биография
Эва Мари Сейнт родилась 4 июля 1924 года в Ньюарке (штат Нью-Джерси) в семье Эвы Мари и Джона Мирда Сейнта. В 1942 году она окончила Центральную среднюю школу Бэтлехэм, а затем изучала актёрское мастерство в Государственном университете Боулинг Грин. В конце 1940-х годов началась её карьера на радио и телевидении. С начала 1950-х годов она уже блистала на Бродвее и в 1953 году была удостоена «Награды драматических критиков» за свою роль в пьесе «Поездка в Баунтифул», где она играла вместе с Лиллиан Гиш и Джо Ван Флит. В 1955 году она в первый раз была номинирована на «Эмми» за свою роль в «Телевизионном театре», а спустя год номинирована повторно за роль в телевизионной версии мюзикла «Наш город». Её успех и популярность на телевидении достигли такого уровня, что юная Эва Мари Сейнт получила прозвище «телевизионная Хелен Хейс».
В кино она дебютировала в 1954 году в фильме Элиа Казан «В порту» с Марлоном Брандо в главной роли. Её первая роль принесла ей премию «Оскар» за «Лучшую женскую роль второго плана». Эта роль помогла Эве Мари Сейнт получить и другие роли в известных фильмах в начале её кинокарьеры, включая такие как «Шляпа, полная дождя» (1957) и шедевр Альфреда Хичкока «К северу через северо-запад» (1959). Хотя роль в фильме «К северу через северо-запад» ещё более возвысила карьеру актрисы, она всё же впоследствии отказалась от многих интересных ролей, посвятив большую часть своего времени мужу — режиссёру Джеффри Хэйдану — и двум своим детям.
Поскольку в 1970-е годы актрисе предлагали в кино по большей части второстепенные роли, она решила вернуться на телевидение и театральную сцену. Она снялась во многих известных телевизионных фильмах и дважды номинировалась на премию «Эмми». Лишь в 1986 году она появилась вновь на большом экране в фильме «Ничего общего».
В конце XX века Эва Мари Сейнт вернулась в кинематограф. Наиболее заметными стали такие её роли, как Франка в кинодраме «Я мечтала об Африке» (2000), мисс Фрэнни в комедии «Благодаря Винн-Дикси» (2005) и Марта Кент в фильме «Возвращение Супермена» (2006). В 2018 году Эва Мари Сейнт появилась на 90-й церемонии вручения премии Американской киноакадемии, вручив «Оскар» Марку Бриджесу — победителю в номинации «лучший дизайн костюмов».
Эва Мари Сейнт имеет две звезды на Голливудской «Аллее славы»: за вклад в кино — на Голливуд-бульвар, 6624 и за вклад в телевидение — на Голливуд-бульвар, 6730.
По состоянию на 2023 год проживает в Лос-Анджелесе, штат Калифорния.

## Избранная фильмография
| Год       |     | Русское название            | Оригинальное название                      | Роль                                           |
| --------- | --- | --------------------------- | ------------------------------------------ | ---------------------------------------------- |
| 1954      | ф   | В порту                     | On the Waterfront                          | Эди Дойл / Edie Doyle                          |
| 1957      | ф   | Шляпа, полная дождя         | A Hatful of Rain                           | Селия Поуп / Celia Pope                        |
| 1957      | ф   | Округ Рэйнтри               | Raintree County                            | Нелл Гэйтер / Nell Gaither                     |
| 1959      | ф   | К северу через северо-запад | North by Northwest                         | Ева Кендолл / Eve Kendall                      |
| 1960      | ф   | Исход                       | Exodus                                     | Китти Фремонт / Kitty Fremont                  |
| 1962      | ф   | Все ошибаются               | All Fall Down                              | Эко О’Брайен / Echo O'Brien                    |
| 1965      | ф   | 36 часов                    | 36 Hours                                   | Анна Хедлер / Anna Hedler                      |
| 1965      | ф   | Кулик                       | The Sandpiper                              | Клер Хьюитт / Claire Hewitt                    |
| 1966      | ф   | Гран-при                    | Grand Prix                                 | Луиз Фредриксон / Louise Frederickson          |
| 1965      | ф   | Восходящая Луна             | The Stalking Moon                          | Сара Карвер / Sarah Carver                     |
| 1970      | ф   | Любить                      | Loving                                     | Селма Уилсон / Selma Wilson                    |
| 1985      | мтф | Смертельное видение         | Fatal Vision                               | Милдред Кассаб / Mildred Kassab                |
| 1986      | ф   | Ничего общего               | Nothing in Common                          | Лоррейн Баснер / Lorraine Basner               |
| 1990      | тф  | Люди как мы                 | People Like Us                             | Лил Ван Деган Альтемус / Lil Van Degan Altemus |
| 1990      | тф  | Террор на борту             | Voyage of Terror: The Achille Lauro Affair | Мэрилин Клингоффер / Marilyn Klinghoffer       |
| 1996      | мтф | Титаник                     | Titanic                                    | Хэйзел Фоли / Hazel Foley                      |
| 2000      | ф   | Я мечтала об Африке         | I Dreamed of Africa                        | Франка / Franca                                |
| 2005      | ф   | Входите без стука           | Don't Come Knocking                        | Мама Ховарда / Howard's mother                 |
| 2005      | ф   | Благодаря Винн-Дикси        | Because of Winn-Dixie                      | мисс Фрэнни / Miss Franny                      |
| 2006      | ф   | Возвращение Супермена       | Superman Returns                           | Марта Кент / Martha Kent                       |
| 2012—2014 | мс  | Легенда о Корре             | The Legend of Korra                        | Катара                                         |
| 2014      | ф   | Любовь сквозь время         | Winter's Tale                              | Уилла Пенн / Adult Willa                       |

## Награды
- «Оскар»
  - 1955 — «Лучшая актриса второго плана» («В порту»)
- «Эмми»
  - 1990 — «Лучшая актриса второго плана в мини-сериале» («Люди как мы»)
- Международный фестиваль в Лаудердэйл
  - 1999 — «Премия за достижения всей жизни»
- Фестиваль фильмов и видео Саванна
  - 2000 — «Премия за достижения всей жизни»
- Международный фестиваль Сан Луис Обиспо
  - 2000 — «Премия за достижения всей жизни»